# Primeira Liga 2001-2002
La Primeira Liga 2001-2002 è stata la 68ª edizione della massima serie del campionato portoghese di calcio. Il campionato è iniziato l'11 agosto 2001 ed è terminato il 5 maggio 2002.
Il campionato è stato vinto per la 18ª volta nella sua storia dallo Sporting CP. Il capocannoniere del torneo è stato Mário Jardel dello Sporting CP, con 42 reti segnate. Il Salgueiros, il Farense e l'Alverca sono stati retrocessi in Segunda Liga.

## Stagione

### Novità
Dalla precedente stagione sono stati retrocessi il Campomaiorense, il Desportivo das Aves e l'Estrela Amadora. Sono stati promossi dalla Segunda Liga il Santa Clara, il Varzim e il Vitória Setúbal.

### Formato
Le 18 squadre partecipanti si affrontano in un girone di andata e ritorno, per un totale di 34 giornate.

La squadra campione di Portogallo è ammessa al terzo turno di qualificazione della UEFA Champions League 2002-2003.

La squadra classificata al secondo posto è ammessa al secondo turno di qualificazione della UEFA Champions League 2002-2003.

La squadra classificata al terzo posto è ammessa al primo turno della Coppa UEFA 2002-2003, assieme alla squadra vincitrice della Taça de Portugal 2001-2002.

Le squadre classificate agli ultimi tre posti (dal 16º al 18º posto) retrocedono in Segunda Liga.

## Squadre partecipanti
| Club              | Città               | Stadio                            | Risultato Stagione 2000-2001 |
| ----------------- | ------------------- | --------------------------------- | ---------------------------- |
| Alverca           | Alverca do Ribatejo | Complexo Desportivo FC Alverca    | 12º posto in Primeira Liga   |
| Beira-Mar         | Aveiro              | Stadio comunale di Aveiro         | 8º posto in Primeira Liga    |
| Belenenses        | Lisbona             | Estádio do Restelo                | 7º posto in Primeira Liga    |
| Benfica           | Lisbona             | Estádio da Luz                    | 6º posto in Primeira Liga    |
| Boavista          | Porto               | Estádio do Bessa Século XXI       | Campione di Portogallo       |
| Braga             | Braga               | Stadio comunale di Braga          | 4º posto in Primeira Liga    |
| Farense           | Faro                | Estádio de São Luís               | 13º posto in Primeira Liga   |
| Gil Vicente       | Barcelos            | Estádio Cidade de Barcelos        | 14º posto in Primeira Liga   |
| Marítimo          | Funchal             | Estádio dos Barreiros             | 11º posto in Primeira Liga   |
| Paços Ferreira    | Paços de Ferreira   | Estádio da Capital do Móvel       | 9º posto in Primeira Liga    |
| Porto             | Porto               | Estádio do Dragão                 | 2º posto in Primeira Liga    |
| Salgueiros        | Porto               | Estádio Engenheiro Vidal Pinheiro | 10º posto in Primeira Liga   |
| Santa Clara       | Ponta Delgada       | Estádio de São Miguel             | 1º posto in Segunda Liga     |
| Sporting Lisbona  | Lisbona             | Stadio José Alvalade              | 3º posto in Primeira Liga    |
| União Leiria      | Leiria              | Estádio Dr. Magalhães Pessoa      | 5º posto in Primeira Liga    |
| Varzim            | Póvoa de Varzim     | Estádio do Varzim Sport Club      | 2º posto in Segunda Liga     |
| Vitória Guimarães | Guimarães           | Estádio D. Afonso Henriques       | 15º posto in Primeira Liga   |
| Vitória Setúbal   | Setúbal             | Estádio do Bonfim                 | 3º posto in Segunda Liga     |

## Classifica finale
|  | Pos. | Squadra           | Pt | G  | V  | N  | P  | GF | GS | DR  |
|  | ---- | ----------------- | -- | -- | -- | -- | -- | -- | -- | --- |
|  | 1.   | Sporting Lisbona  | 75 | 34 | 22 | 9  | 3  | 74 | 25 | +49 |
|  | 2.   | Boavista          | 70 | 34 | 21 | 7  | 6  | 53 | 20 | +33 |
|  | 3.   | Porto             | 68 | 34 | 21 | 5  | 8  | 66 | 34 | +32 |
|  | 4.   | Benfica           | 63 | 34 | 17 | 12 | 5  | 66 | 37 | +29 |
|  | 5.   | Belenenses        | 57 | 34 | 17 | 6  | 11 | 54 | 44 | +10 |
|  | 6.   | Marítimo          | 56 | 34 | 17 | 5  | 12 | 48 | 35 | +13 |
|  | 7.   | União Leiria      | 55 | 34 | 15 | 10 | 9  | 52 | 35 | +17 |
|  | 8.   | Paços Ferreira    | 46 | 34 | 12 | 10 | 12 | 41 | 44 | -3  |
|  | 9.   | Vitória Guimarães | 42 | 34 | 11 | 9  | 14 | 35 | 41 | -6  |
|  | 10.  | Braga             | 42 | 34 | 10 | 12 | 12 | 43 | 43 | 0   |
|  | 11.  | Beira-Mar         | 39 | 34 | 10 | 9  | 15 | 48 | 56 | -8  |
|  | 12.  | Gil Vicente       | 38 | 34 | 10 | 8  | 16 | 42 | 56 | -14 |
|  | 13.  | Vitória Setúbal   | 38 | 34 | 9  | 11 | 14 | 40 | 46 | -6  |
|  | 14.  | Santa Clara       | 37 | 34 | 9  | 10 | 15 | 32 | 46 | -14 |
|  | 15.  | Varzim            | 32 | 34 | 8  | 8  | 18 | 27 | 55 | -28 |
|  | 16.  | Salgueiros        | 30 | 34 | 8  | 6  | 20 | 29 | 71 | -42 |
|  | 17.  | Farense           | 28 | 34 | 7  | 7  | 20 | 29 | 63 | -34 |
|  | 18.  | Alverca           | 27 | 34 | 7  | 6  | 21 | 39 | 67 | -28 |

Legenda:

      Campione del Portogallo e ammessa alla UEFA Champions League 2002-2003

      Ammesse alla UEFA Champions League 2002-2003

      Ammesse alla Coppa UEFA 2002-2003

      Ammesse alla Coppa Intertoto 2002

      Retrocessa in Segunda Liga 2002-2003

Tre punti a vittoria, uno a pareggio, zero a sconfitta.
La classifica viene stilata secondo i seguenti criteri:
- Punti conquistati
- Punti conquistati negli scontri diretti
- Differenza reti negli scontri diretti
- Reti realizzate in trasferta negli scontri diretti
- Differenza reti generale
- Partite vinte
- Reti totali realizzate
- Spareggio

## Statistiche

### Classifica marcatori
| Gol |  |  | Giocatore     | Squadra          |
| --- |  |  | ------------- | ---------------- |
| 42  |  |  | Mário Jardel  | Sporting Lisbona |
| 21  |  |  | Derlei        | União Leiria     |
| 18  |  |  | Fary Faye     | Beira-Mar        |
| 16  |  |  | Hugo Henrique | Vitória Setúbal  |
| 15  |  |  | Gaúcho        | Marítimo         |
| 15  |  |  | Barata        | Braga            |
| 14  |  |  | Leonardo      | Paços Ferreira   |
| 13  |  |  | Deco          | Porto            |
| 13  |  |  | Mantorras     | Benfica          |

## Verdetti finali
- Sporting CP campione di Portogallo 2001-2002 e ammesso al terzo turno preliminare della UEFA Champions League 2002-2003.
- Boavista qualificato al secondo turno preliminare della UEFA Champions League 2002-2003.
- Porto qualificato al primo turno della Coppa UEFA 2002-2003.
- Belenenses, União Leiria e Santa Clara qualificati alla Coppa Intertoto 2002.
- Salgueiros, Farense e Alverca retrocessi in Segunda Liga 2002-2003.